# Центральный сионистский архив
Центральный сионистский архив (ивр. הארכיון הציוני המרכזי‎, англ. Central Zionist Archives) — основное учреждение по сбору, хранению и обеспечению доступа к материалам, связанным с историей сионистского движения. 

Центральный сионистский архив (ЦСА) является одним из учреждений Всемирной сионистской организации. О своей работе архив отчитывается перед Сионистским Генеральным советом и Сионистским конгрессом. Деятельность ЦСА находится под контролем руководящего комитета, составленного из представителей Всемирной сионистской организации, Еврейского агентства, Еврейского национального фонда и фонда Керен ха-Йесод.

## История ЦСА
ЦСА был создан в мае-июне 1919 года в Берлине. Инициатором создания архива был один из лидеров сионистского движения в Германии д-р Артур Хантке, по просьбе которого историк Георг Херлиц начал работать над созданием архива. 

В период с 1920 по 1933 годы архив занимался сбором документов, фотографий, книг и периодических изданий, связанных с ранней историей сионистского движения.
После прихода к власти нацистов в 1933 году Георг Херлиц перевозит архив в Иерусалим и вместе со своим помощником репатриируется в Эрец-Исраэль (Палестину). В Иерусалиме ЦСА помещается в Дом национальных институтов (здание «Сохнута»), где он будет располагаться до 1987 года.

Осенью 1934 года архив вновь открывается для публики. В этот период ЦСА начинает собирать материалы сионистских институтов и организаций, действующих в Палестине, а также материалы, связанные с работой лидеров ишува.
В 1937 году из Вены в ЦСА был переправлен личный архив Теодора Герцля, состоящий в основном из документов, черновиков и публикаций на немецком языке.
После образования государства Израиль в 1948 году архив дополняется документами Национального комитета и некоторых отделов Еврейского агентства.
С середины 50-х годов архив поставил перед собой задачу разыскать и получить на хранение архивы еврейских организаций, сохранившиеся в Европе после Холокоста.
В связи с постоянным ростом объёма хранимых в архиве материалов и необходимостью использовать дополнительные помещения в Иерусалиме, руководство Всемирной сионистской организации и Еврейского агентства принимает решение о строительстве специального здания для ЦСА. Строительство было начато в 1985 году по проекту архитектора Моше Зархи, и уже в 1987 году было открыто новое здание Центрального сионистского архива, которое включало читальный и лекционный залы, офисы работников архива и 4 подземных этажа для хранения архивных материалов.
В 90-е годы круг пользователей архива в значительной мере расширился. Тем, кто был заинтересован в получении данных о недвижимости или данных для поиска родственников, был предоставлен доступ к базам данных о земельных участках и о репатриантах.

Начиная со второй половины 90-х годов в ЦСА была внедрена более современная технология, что обеспечило компьютерный доступ к каталогам архива и использование информационных технологий для обслуживания читального зала. При помощи новых технических средств были отсканированы миллионы документов, фотографий, карт и плакатов.
В 2004 году был создан веб-сайт ЦСА, после чего каталоги и некоторые документы архива стали доступными в Интернете для широкой общественности. Публикации сайта были представлены на двух языках — английском и иврите. В 2011 году ЦСА сообщил, что в течение года начнётся разработка новой версии его сайта.
В 2005 году архив Организации узников Сиона был передан ЦСА, и это обеспечило доступ к материалам архива как частным лицам, так и различным организациям.

## Объекты хранения
В Центральном сионистском архиве хранятся миллионы документов, фотографий, негативов, карт, статей, плакатов, книг, периодических изданий и других материалов. 
Хранимые в ЦСА материалы отражают работу Всемирной сионистской организации, Еврейского агентства, Еврейского национального фонда, фонда Керен ха-Йесод и Сионистских конгрессов. Кроме того, здесь хранятся материалы, связанные с деятельностью других сионистских и еврейских организаций, 
а также личные архивы еврейских, сионистских и израильских деятелей.
Помимо личного архива Теодора (Биньямина Зеэва) Герцля в ЦСА находятся личные архивы Макса Нордау, Исраэля Зангвилла, Хаима Вейцмана, Нахума Соколова, Менахема Усышкина и многих других видных деятелей.
ЦСА также хранит копии списков репатриантов, прибывших в Эрец-Исраэль с 1919 по 1968 год.

## Руководители архива
- Д-р Георг Херлиц (1919—1955)
- Д-р Алекс Бейн[англ.] (1955—1971)
- Д-р Михаэль Хейман (1971—1990)
- Йорам Майорек (1990—1998)
- Матитьягу Дроблес[англ.] (1998—2012)
- Цви «Кито» Хасон, председатель Общественного совета архива (2012 - 2020); д-р Игаль Ситри, директор (с 2013)
- Бат Галим Шаар, председатель Общественного совета архива (с 2021)